# وادي الجسر (تعز)
وادي الجسر هي إحدى قرى جمهورية اليمن. تتبع جغرافيا لمحافظة تعز وإداريًا لمديرية مقبنة. يبلغ تعداد سكانها 1405 نسمة حسب الإحصاء الذي أجري عام 2004.